# Gulnará Samítova-Gálkina
Gulnará Iskandérovna Samítova-Gálkina (Гульнара́ Исканде́ровна Сами́това-Га́лкина) (9 de juliol de 1978 a Nàberejnie Txelní, Tatarstan, Rússia) és una atleta russa especialista en carreres de mitjana distància i amb obstacles, que es va proclamar campiona olímpica dels 3.000 metres obstacles als Jocs de Pequín 2008 batent el rècord mundial de la prova amb 8:58.81. A més ha aconseguit una medalla de plata al Campionat Mundial d'Atletisme de Berlín 2009 també en 3.000 metres obstacles i una medalla de bronze en 1.500 metres al Campionat Mundial d'Atletisme en pista coberta de Budapest 2004.

## Resultats
| Any  | Competició                         | Lloc     | Lloc                                 | Marca            |
| ---- | ---------------------------------- | -------- | ------------------------------------ | ---------------- |
| 2003 | Campionat Mundial                  | París    | 7ª en 5.000 m.                       | 14:54.38         |
| 2004 | Campionat Mundial en pista coberta | Budapest | 3ª en 1.500 m.                       | 4:08.26          |
| 2004 | Jocs Olímpics                      | Atenes   | 6ª en 5.000 m.                       | 15:02.30         |
| 2007 | Campionat Mundial                  | Osaka    | 7ª en 3.000 m. obst.                 | 9:30.24          |
| 2008 | Jocs Olímpics                      | Pequín   | 1ª en 3.000 m. obst. 12ª en 5.000 m. | 8:58.81 15:56.97 |
| 2009 | Campionat Mundial                  | Berlín   | 3ª en 3.000 m. obst.                 | 9:11.09          |
| 2012 | Jocs Olímpics                      | Londres  | No va finalitzar en 3.000 m. obst.   | DNF              |

## Marques personals
- 800 metres - 2:00.29 (Sotxi, 31 de maig de 2009)
- 1.500 metres - 4:01.29 (Tula, 1 d'agost de 2004)
- Una milla - 4:20.23 (Moscou, 29 de juny de 2007)
- 2.000 metres - 5:31.03 (Sotxi, 27 de maig de 2007)
- 3.000 metres - 8:42.96 (Vila Real de Santo António, 24 de maig de 2008)
- 5.000 metres - 14:33.13 (Kazan, 19 de juliol de 2008)
- 3.000 metres obstacles - 8:58.81 (Pequín, 17 d'agost de 2008)